# Округ Чипева (Минесота)
Чипева (енгл. Chippewa County) је округ у америчкој савезној држави Минесота.

## Демографија
По попису из 2010. године број становника је 12.441, што је 647 (-4,9%) становника мање него 2000. године.
| Група             | 2000.          | 2010.          |
| Белци             | 12.550 (95,9%) | 11.370 (91,4%) |
| Афроамериканци    | 23 (0,2%)      | 65 (0,5%)      |
| Азијати           | 39 (0,3%)      | 57 (0,5%)      |
| Хиспаноамериканци | 251 (1,9%)     | 611 (4,9%)     |
| Укупно            | 13.088         | 12.441         |